# SC Cambuur
SC Cambuur, bildad 19 juni 1964, är en nederländsk fotbollsklubb från Leeuwarden. Klubbens arena är Cambuur Stadion vars kapacitet är 10 000 åskådare. Cambuur har vid två tillfällen vunnit Eerste Divisie (den näst högsta ligan i Nederländerna), och spelar i Eredivisie sedan säsongen 2013/14.

## Meriter
Eerste Divisie
Vinnare: 1992, 2013
Tvåa: 1997, 1998, 2010
Tweede Divisie
Vinnare: 1957, 1965

## Placering senaste säsonger
| Säsong  | Nivå | Liga           | Placering | Referens | Kommentar                      |
| ------- | ---- | -------------- | --------- | -------- | ------------------------------ |
| 2010/11 | 2    | Eerste Divisie | 5         | [ 1 ]    |                                |
| 2011/12 | 2    | Eerste Divisie | 7         | [ 2 ]    |                                |
| 2012/13 | 2    | Eerste Divisie | 1         | [ 3 ]    | Uppflyttad till Eredivisie     |
| 2013/14 | 1    | Eredivisie     | 12        | [ 4 ]    |                                |
| 2014/15 | 1    | Eredivisie     | 12        | [ 5 ]    |                                |
| 2015/16 | 1    | Eredivisie     | 18        | [ 6 ]    | Nedflyttad till Eerste Divisie |
| 2016/17 | 2    | Eerste Divisie | 3         | [ 7 ]    |                                |
| 2017/18 | 2    | Eerste Divisie | 8         | [ 8 ]    |                                |
| 2018/19 | 2    | Eerste Divisie | 10        | [ 9 ]    |                                |
| 2019/20 | 2    | Eerste Divisie | 1         | [ 9 ]    | (Coronaviruspandemin)          |
| 2020/21 | 2    | Eerste Divisie | 1         | [ 9 ]    | Uppflyttad till Eredivisie     |
| 2021/22 | 1    | Eredivisie     | 9         | [ 10 ]   |                                |

## Spelare

### Spelartrupp
| Nr | Land          | Pos | Namn                                 |
| -- | ------------- | --- | ------------------------------------ |
| 1  | Portugal      | MV  | João Virgínia (lån från Everton)     |
| 2  | Nederländerna | MF  | Jasper ter Heide                     |
| 3  | Surinam       | F   | Calvin Mac-Intosch                   |
| 4  | Nederländerna | F   | Leon Bergsma                         |
| 5  | Nederländerna | F   | Doke Schmidt                         |
| 6  | Nederländerna | MF  | Mees Hoedemakers                     |
| 7  | Schweiz       | A   | Felix Mambimbi (lån från Young Boys) |
| 8  | Nederländerna | MF  | Jamie Jacobs                         |
| 9  | Nederländerna | A   | Tom Boere                            |
| 10 | Nederländerna | MF  | Mitchel Paulissen                    |
| 11 | Nederländerna | A   | Silvester van der Water              |
| 12 | Nederländerna | MV  | Robbin Ruiter                        |
| 14 | Nederländerna | A   | Michael Breij                        |
| 15 | Nederländerna | F   | Marco Tol                            |

| Nr | Land          | Pos | Namn                          |
| -- | ------------- | --- | ----------------------------- |
| 16 | Sierra Leone  | F   | Alex Bangura                  |
| 18 | Gabon         | F   | David Sambissa                |
| 20 | Frankrike     | MF  | Robin Maulun                  |
| 21 | Nederländerna | MF  | Daniël van Kaam               |
| 22 | Haiti         | F   | Jhondly van der Meer          |
| 23 | Nederländerna | F   | Maxim Gullit                  |
| 24 | Japan         | F   | Sai van Wermeskerken          |
| 27 | Guinea        | F   | Sekou Sylla                   |
| 28 | Lettland      | A   | Roberts Uldrikis (lagkapten)  |
| 30 | Nederländerna | A   | Remco Balk (lån från Utrecht) |
| 31 | Nederländerna | MV  | Brett Minnema                 |
| 33 | Nederländerna | F   | Floris Smand                  |
| 39 | Nederländerna | A   | Milan Smit                    |

### Tidigare spelare
- Alexandre Cristóvão
- Norair Aslanyan
- Pieter Collen
- Jody Lukoki
- Paul Mulders
- Reza Ghoochannejhad
- Mitar Mrkela
- Vytautas Andriuškevičius
- Milko Gjurovski
- Frank Berghuis
- Bert Konterman
- Gijs Luirink
- Elvis Manu
- Hennie Meijer
- Michael Mols
- Frans de Munck
- Daniël de Ridder
- Ruben Schaken
- Jaap Stam
- Bartholomew Ogbeche
- Yevhen Levchenko
- Gregg Berhalter